# 柯特克·安吉玛-托卡
柯特克·阿米尔比托夫娜·安吉玛-托卡（俄語：Хертек Амырбитовна Анчимаа-Тока，羅馬化：Anchimaa-Toka Khertek Amyrbit uruu，1912年1月1日—2008年11月4日），图瓦及苏联政治人物，于1940至1944年担任圖瓦人民共和國小呼拉尔主席团主席，是第一位非世袭性女性国家元首。她的丈夫萨尔察克·托卡是圖瓦人民革命黨總書記。

## 生平
柯特克·安吉玛出生于1912年图瓦第一次独立时，她的出生地在今天的俄羅斯图瓦共和国拜泰加区，靠近克孜勒。在她出生几个月前，辛亥革命爆发导致清朝灭亡，图瓦贵族建立了独立的乌梁海共和国，结束了中国名义上对该地区的统治，乌梁海仍然在蒙古人统治下。安吉玛出生在农村的一个猎人家庭，是家中的第三个孩子。1918年春，该地区爆发了天花疫情，她的父亲和一个姐姐被感染去世，母亲只能独自照顾安吉玛和其他四个兄弟姐妹。为了节省开支，安吉玛被寄養到一个更富裕的亲属家里。
1914年图瓦成为一个俄罗斯保护国，称为乌梁海边疆区，但该地区在1917年后成为俄国内战的战场，该领土和首都克孜勒的控制权被苏联红军和反革命白军反复争夺。最终，图瓦的保守势力于1920年被击败，唐努-圖瓦人民共和國于1921年8月17日宣告成立。受到苏联支持的新政府大大增加了教育机会，随后，在一个少数图瓦人，特别是妇女开始识字的时期，安吉玛设法学会了用蒙古语书写和阅读。在她18岁时（1930年代初），图瓦引入了新的拉丁字母表取代传统蒙古文拼写图瓦语，她是第首批学习该字母表的人之一，随后她被国家招募为革命青年联盟（Revsomol）的成员，向其他人教授语言，这个组织是图瓦人民革命党的青年组织，功能相当于苏联共产党的全联盟列宁主义青年共产主义联盟。
一年后，安吉玛开始担任巴伦-赫姆奇克区的职员和技术秘书，帮助监督当地的经济生产，并继续努力消除该地区的文盲。她在这些任务上的精力充沛和成功，引起了当地党领导的注意。她被允许加入图瓦人民革命党，作为学生在三个星期内经过约5000公里抵达莫斯科的东方劳动者共产主义大学学习。当在克孜勒的大学选拔委员会问到“莫斯科在哪里”作为对她初试的一部分时，安吉玛承认她不知道，但她说：“如果你送我去，我会知道它在哪里。”除了学习，学生们还参加了苏联著名政治家的讲座；据说与娜杰日达·康斯坦丁诺芙娜·克鲁普斯卡娅的会面极大地影响了安吉玛。他们在莫斯科期间的教育和生活完全由国家资助，然而由于图瓦的基础教育水平低以及学习过程中要求俄语流利，这对被派来学习的图瓦人非常具有挑战性。安吉玛是最终毕业的11名图瓦学生之一。
1935年安吉玛回国后，由于其在莫斯科接受的政治和行政教育以及对斯大林主义意识形态的坚持，作为东方劳动者共产主义大学最近几名毕业生中的一员，从1935年开始他们就被安置在图瓦人民革命党的信任职位上。安吉玛被任命为革命青年联盟宣传部的负责人。1938年，她成为图瓦妇女部（相当于苏共中央妇女部）的主任，以及图瓦人民革命党中央委员会妇女部主席。在这两个职位上，安吉玛在协调改善妇女社会和经济条件的行动方面发挥了主导作用，特别是在图瓦社会中消除了文盲和促进妇女的就业和教育机会。
安吉玛去莫斯科学习意味着她缺席了20世纪30年代早期图瓦“文化大革命”的鼎盛时期，在此期间，当地贵族、喇嘛和佛教寺院的大部分财富和权力都被剥夺了。按照苏联模式，图瓦牛群和农业活动被积极地集体化，然而，改革被证明是非常不受欢迎的，并逐渐被推翻。但是苏联对地方事务的干涉频繁，图瓦人民革命党成员先后被肅清，以确保其遵守斯大林主义意识形态。1932年的大清洗见证了积极支持斯大林的萨尔察克·卡尔巴克霍雷科维奇·托卡在其前任库乌拉·栋杜被处决后担任图瓦人民革命党的党主席，大清洗也在1930年代末发生在图瓦共和国，内务人民委员部（NYKD）发起了揭露“右倾机会主义者”的行动。被清洗的主要“反革命分子”和“日本间谍”包括部长会议主席萨特·楚密特-达吉（Sat-Churmit Dazhy）和小呼拉尔主席团主席阿迪哥-图鲁什·赫姆奇克-奥勒（Adyg-Tyulyush Khemchik-ool）。作为一名主要党员，安吉玛负责特别法庭对这些指控进行调查，一致认定所有九名被告都有罪，并判处他们死刑。尽管与苏联其他地方发生的清洗行动相比，这个数字非常小，加上内务人民委员部的简易逮捕和处决，但现在可以肯定，亲莫斯科的斯大林主义者完全控制了图瓦人民革命党和共和国。
1940年4月，安吉玛成为图瓦人民共和国国家元首--小呼拉尔主席团的主席。她成为现代第一位非世袭的女性国家元首。她超越了共产党人亚历山德拉·米哈伊洛芙娜·柯伦泰的成就，后者在1917年成为世界上第一位女性政府部长。然而，图瓦人民共和国缺乏外交承认，苏联以外的世界对其知之甚少。关于这个极度孤立国家的信息被威悉演习行动和入侵法国的报告所掩盖，这意味着这一里程碑在很长一段时间内没有被注意到。在1985年维格迪丝·芬博阿多蒂尔破纪录之前，她还是在任时间最长的非皇室女性国家元首。1940年，她与图瓦人民革命党秘书长托卡结婚。她婚后保留了自己的姓（这在共产党人和革命者中很常见），直到1973年丈夫去世后才改名。这是图瓦共和国两位最有权势的政治人物的婚姻，安吉玛和托卡将在后来30年主导图瓦的政治。
作为主席团主席，她与她同样的苏联同事米哈伊尔·伊万诺维奇·加里宁有着广泛的通信往来。她的任期恰逢苏德战争，她在调动共和国的资源和人力方面发挥了主导作用，协助苏联阻止德国入侵。两年内，超过200名志愿者加入了苏联红军，共和国的经济完全致力于为战争事业服务。在战争期间，图瓦越加亲近莫斯科，改良后的圖瓦語西里尔字母取代之前的拉丁字母，图瓦的社会和经济实践更加俄羅斯化，几乎所有反对斯大林主义政策的人也都被铲除。这些趋势在1944年达到高潮，托卡和安吉玛策划了请愿书，要求图瓦人民共和国合并成为苏联的一个组成国。图瓦原来是外蒙古的一部分，吞并图瓦能够永久结束蒙古或中国在该地区的地缘政治图谋，苏联还希望获取图瓦的矿产资源，于是同意了这一请求，1944年11月该国正式停止存在。图瓦成为苏维埃俄罗斯联邦的图瓦自治州。
之后，图瓦人民革命党成为苏共的当地分支机构，托卡继续领导。安吉玛成为图瓦苏共支部执行委员会副主席，在图瓦社会事务中保持领导地位，并继续从事艺术和扫盲工作。1962年，她成为图瓦苏维埃政府第二位部长会议副主席，负责社会福利、卫生、教育、文化、体育和宣传。
她于1972年退休，1973年丈夫去世后获得了家族名字“Anchimaa-Toka”，过着平静的生活直到她去世。安吉玛-托卡于2008年11月4日在图瓦去世，享年96岁。